# L'Abidjanaise
L'Abidjanaise est l'hymne national de la république de Côte d'Ivoire. Adopté par la loi no 60-207 du 27 juillet 1960, son caractère d'hymne national est affirmé par l'article 29 de la constitution de la Deuxième République ivoirienne. La musique a été composée par l'abbé Pierre-Michel Pango. Les paroles sont de l'abbé Pierre-Marie Coty, paroles auxquelles le ministre Mathieu Ékra rajouta quelques modifications. L'hymne se présente sous forme d’un poème lyrique et très patriotique, exprimant des images exaltant les valeurs de la terre ivoirienne, telles que l'espérance, la paix, la dignité et la « vraie fraternité ».

## Historique
Adoptée en 1960 à l'indépendance du pays, l'Abidjanaise est restée l'hymne national de Côte d'Ivoire, bien qu'Abidjan ne soit plus que la capitale économique. Cet hymne est très fortement teinté de patriotisme et influencé par la religion. Les paroles originales sont de Pierre-Marie Coty, avec une adaptation du Ministre Mathieu Vangah Ekra. La musique a été composée par l'abbé Pierre-Michel Pango, en prenant pour modèle La Marseillaise.
Entre 2007 et 2009, sous l'impulsion de Laurent Gbagbo, il fut question de remplacer l'Abidjanaise par l'Ode à la patrie en tant qu'hymne national. Cette dernière a été composée en 2002 après le commencement de la guerre civile ivoirienne, et fut sélectionnée par concours en 2003. L'Ode à la patrie était chantée par les partisans du chef de l’État et diffusée sur les antennes de la RTI, au même titre que l'Abidjanaise jusqu'en 2007, quand bien même celle-ci est toujours restée l'hymne national. Le projet de remplacement ne connut cependant pas de suite et l'hymne n'a jamais été formellement remplacée. L'Ode à la patrie a cependant été utilisée à nouveau par la télévision d’État pendant la crise de 2010-2011.
En 2013, un colloque scientifique est organisé lors des commémorations du vingtième anniversaire du décès de l'Abbé Pierre-Michel Pango. Ce colloque scientifique réunit savants, historiens, sociologues et musicologues, pour produire une communication relative à l'histoire de l'Abidjanaise et ses véritables coauteurs. Les conclusions de ce colloque sont que les paroles originales de l'hymne national ivoirien sont originellement de l'Abbé Pierre-Marie Coty, paroles qu'il a composées en accord avec la musique qui, elle, est effectivement de l'Abbé Pierre-Michel Pango. C'est cette œuvre originale, composée par les deux prélats, qui a remporté son statut d'hymne national lors d'un concours organisé en 1959. Le ministre Matthieu Ékra aurait, par la suite, apporté des modifications au texte original. Les conclusions du colloque ont été remises aux autorités ivoiriennes qui ont décerné à l'Abbé Pierre-Marie Coty, devenu entre-temps évêque de Daloa, une décoration au nom de la nation ivoirienne, sa première reconnaissance officielle depuis 1960. Le colloque n'a cependant retenu aucune contribution de Joachim Boni au texte de l'Abidjanaise.

## Utilisations et coutumes
Si un musicien peut choisir de ne jouer que la musique seule lors d'occasions privées ou officieuses, les paroles de l'Abidjanaise doivent être chantées, avec ou sans musique, en respectant l'air. L'hymne peut être joué lors d'occasions solennelles ou de célébrations, mais il accompagne obligatoirement toutes les cérémonies officielles de l'État et clos les interventions télévisées solennelles du Président. Il peut être joué lors d'événements sportifs en Côte d'Ivoire ou à l'étranger, selon le protocole de l'événement en question.
Lors de la diffusion de l'hymne national, tous les hommes et femmes doivent se lever, se tourner vers le drapeau ivoirien, si présent, et se tenir droit, les bras le long du corps, la paume des mains orientée vers la jambe. La tête doit être levée et le regard doit suivre le drapeau lors de sa montée jusqu'à la fin de l'hymne entier. Les personnes en uniforme doivent faire un salut militaire dès l'exécution des premières notes de l'hymne national.
Il est de coutume que le drapeau soit monté de manière coordonnée à la durée de l'hymne joué : s'il s'agit de l'hymne national complet, il atteint le sommet de la hampe à la dernière note de l'hymne. Lors du salut aux couleurs (fréquent dans les administrations et les établissements publics ivoiriens), il atteint le sommet de la hampe à la dernière note de l'hymne d'honneur au drapeau, qui est suivi par la mélodie du seul refrain de l'Abidjanaise. Selon la circonstance, c'est le premier ou le second refrain qui peut être chanté après demande explicite aux participants.
Lorsque jouée par l'orchestre de la gendarmerie nationale, la mélodie du garde-à-vous doit précéder l'hymne national. Composé par Jean-Joseph Pango et Pierre-Michel Pango, le garde-à-vous n'est pas chanté, mais détient la signification suivante : « À l'appel de la nation, répondons tous d'un même présent ».

## Paroles
L'Abidjanaise compte en totalité cinq couplets, conclus par deux refrains alternés à chaque couplet. Lors d'évènements publics et officiels, il est habituel que seul le premier couplet soit chanté. Les couplets suivants sont rarement chantés, plus rarement encore sont-ils connus du grand public.
La version intégrale de l'Abidjanaise est la suivante :

## Statut légal de l'hymne national
L'article 29 de la constitution affirme :
- L'État de Côte d'Ivoire est une République indépendante et souveraine.
- L'emblème national est le drapeau tricolore, orange, blanc, vert, en bandes verticales et d'égales dimensions.
- L'hymne de la République est l'Abidjanaise.
- La devise de la République est : Union, Discipline, Travail.
- La langue officielle est le français.

En janvier 2012, le ministre de la Promotion de la Jeunesse et du Service Civique, Alain Lobognon réinstaure la cérémonie de salut aux couleurs dans l'administration ivoirienne, instaurée pour la première fois en juillet 1997 et suspendue en octobre 2000. L'Abidjanaise doit ainsi être jouée chaque lundi matin et chaque vendredi soir. À la rentrée septembre 2013, la mesure a été étendue aux établissements scolaires publics, où l'apprentissage des cinq couplets de l'hymne national est devenu obligatoire. Le chant de l'Abidjanaise à l'école était déjà obligatoire dans les années 1980 sous l'impulsion de Balla Keita, alors ministre de l'enseignement de Félix Houphouët-Boigny. On retrouve l'obligation d'enseigner l’hymne national dans d'autres pays, comme la France, les États-Unis, la Serbie ou encore l’Autriche.